# Halbringdrossel
Die Halbringdrossel (Turdus albicollis) auch Trauerdrossel ist ein Singvogel aus der Familie der Drosseln (Turdidae). Sie gehört nicht
zu den gefährdeten Arten.

## Beschreibung
Der dunkelgraue Vogel hat einen schwarzen Schnabel, einen gelben Irisring
und hellgraues Brustgefieder. Er wird bis zu 26 cm groß und wiegt zwischen 40 und 75 g.

## Lebensraum
Die Halbringdrossel ist in Südamerika beheimatet, und zwar in Kolumbien, Venezuela, Brasilien, im nördlichen Argentinien sowie Trinidad, Tobago und in Peru.

Verbreitungsgebiet der Halbringdrossel

## Unterarten
Es sind 7 Unterarten beschrieben worden:
- T. a. phaeopygoides Seebohm, 1881[2]: im nordöstlichen Kolumbien, im nördlichen Venezuela, Trinidad und Tobago.
- T. a. phaeopygus Cabanis, 1849[3]: vom östlichen Kolumbien über ganz Guayana bis zum nördliche Brasilien.
- T. a. spodiolaemus von Berlepsch & Stolzmann, 1896[4]: vom Osten Ecuadors, zum westlichen Brasilien und zum nördlichen Bolivien.
- T. a. contemptus Hellmayr, 1902[5]: südliches Bolivien
- T. a. crotopezus Lichtenstein, MHK, 1823[6]: östliches Brasilien
- T. a. albicollis Vieillot, 1818[7]: südöstliches Brasilien und nördliches Uruguay.
- T. a. paraguayensis (Chubb, C, 1910)[8]: südwestliches Brasilien, Paraguay und nördliches Argentinien.

## Ernährung
Die Halbringdrossel ernährt sich hauptsächlich von Früchten, und Beeren, aber auch von Würmern und Insekten.

## Habitat
Der natürliche Lebensraum dieser Drossel ist der tropische Regenwald der (Mata Atlântica und der Amazonas-Regenwald).

## Etymologie und Forschungsgeschichte
Die Erstbeschreibung der Halbringdrossel erfolgte 1816 durch Louis Pierre Vieillot unter dem wissenschaftlichen Namen Turdus albicollis. Das Typusexemplar wurde in Brasilien von Pierre Antoine Delalande gesammelt. Bereits 1758 führte Carl von Linné die für die Wissenschaft neue Gattung Turdus ein. Der Begriff stammt von lateinisch turdus „Drossel“ ab. Der Artname albicollis ist ein Wortgebilde aus lateinisch albus „weiß“ und -collis, das von collum „Hals, Nacken“ abgeleitet ist. Paraguayensis bezieht sich auf Paraguay. Phaeopygoides ist ein Wortgebilde aus griechisch φαιός phaiós „dunkel, braun“, -πυγος -pygos, das von πυγή pygē „Steiß, Bürzel“ abgeleitet ist, und -ο-ειδής -o-eidēs für „ähnelnd“. Seebohm bezog sich mit dem letzten Teil auf T. a. phaeopygus. Spodiolaemus setzt sich zusammen aus griechisch σπόδιος spódios „aschfarben“ und λαιμός laimós „Kehle“, crotopezus aus griechisch χρώς chrōs (Gen. χρωτός chrōtós) „Haut“ und πεζός pezós „zu Fuß“. Contemptus hat seinen Ursprung in lateinisch contemptus „verachtet“. Alfred Laubmann berichtete von gesammelten Exemplaren während der „3. Gran-Chaco-Expedition“ durch Michael Mathias Kiefer (1902–1980) und Eugen Josef Robert Schuhmacher (1906–1973).